# Isabel de la Cerda
Isabel de la Cerda y Pérez de Guzmán (Sevilla ca. 1329-ca. 1389), fue una noble de la Corona de Castilla.

## Origen familiar
Hija de Luis de la Cerda (nieto de Fernando de la Cerda) y Leonor Pérez de Guzmán y Coronel (hija de Guzmán el Bueno). Fue señora de Bembibre desde 1362, del Puerto de Santa María desde 1366, de Huelva y de Gibraleón desde 1379 y de otros muchos lugares. Fue además condesa de Medinaceli, por casamiento en 1370 con Bernardo de Bearne. Tras la muerte de su marido el rey Juan I de Castilla le confirmó la donación de dicho condado en 1389. De ella desciende la casa de Medinaceli. 

## Matrimonios y descendencia
Algunos autores afirman que contrajo matrimonio con Rodrigo Álvarez de las Asturias (?-1334), señor de Gijón, de Trastámara y de Noreña, con quien no tuvo descendencia, sin embargo otros omiten este casamiento o directamente niegan que alguna vez se produjera. De hecho es posible que solo existieran las capitulaciones matrimoniales, pues hay que tener en cuenta que Isabel nació alrededor de 1329 y Rodrigo falleció en 1334, cuando ella solo contaba con cuatro o cinco años.
Hacia 1346 casó con Rodrigo Pérez Ponce de León (?-1354), señor de Puebla de Asturias, de Cangas y de Tineo, con quien no tuvo sucesión. 
Casó con Bernardo de Bearne (?-1381), I conde de Medinaceli, el 14 de septiembre de 1370 en Sevilla. 
De este matrimonio nacieron:
- Gastón de Bearne, II conde de Medinaceli (1371-1404);
- María de Bearne (?-1381).

Isabel de la Cerda recibió sepultura en el Monasterio de Santa María la Real de Huerta, en la provincia de Soria, donde también fue enterrado su marido el conde de Medinaceli.